# Down in the Valley (Film)
Down in the Valley (auch San Fernando Cowboy) ist ein US-amerikanisches Filmdrama von David Jacobson aus dem Jahr 2005. Der Film ist eine Hommage an den klassischen Western.

## Handlung
Die Jugendliche October „Tobe“ wohnt im San Fernando Valley von Los Angeles zusammen mit ihrem Bruder Lonnie und ihrem Stiefvater Wade. Als sie mit ihren Freunden auf dem Weg zum Strand an einer Tankstelle Halt macht, trifft sie dort auf Harlan. Er wirkt fremd und wird von allen belächelt, weil er mit Cowboyhut und schweren Stiefeln wie aus einer anderen Zeit wirkt. Tobe zeigt Interesse an ihm und lädt ihn ein, mit zum Strand zu kommen.
Am Strand kommen sich Tobe und Harlan schnell näher. Sie küssen sich leidenschaftlich während der ganzen Heimfahrt und schlafen zuhause miteinander. Er möchte Tobe richtig ausführen, so isst er mit ihr und ihrem Bruder zunächst in einem Imbiss und besucht später mit ihren Freundinnen zusammen eine Party. Wade ist davon nicht begeistert und möchte seine Tochter mehr unter Kontrolle haben, die sich in ihrem pubertären Trotz an keine Regeln halten will. Er lässt Harlan bei jeder Gelegenheit spüren, wie wenig er ihm vertraut. Tobes sonst so verschlossener jüngerer Bruder Lonnie freundet sich inzwischen auch mit Harlan an, während dieser jeden freien Moment mit Tobe verbringt. Er macht einen Ausritt mit ihr, wobei sich jedoch herausstellt, dass er das Pferd nicht geliehen, sondern gestohlen hat. Tobe bricht den Kontakt zu ihm ab und möchte auf Abstand gehen, was er jedoch nicht einsieht. Harlan absolviert mit Lonnie Schießübungen mit dem Colt, sehr zum Ärger von Tobe. Als Harlan sie daheim besucht und dazu überreden will abzuhauen, weigert sie sich und er schießt ihr eher aus Reflex in den Bauch. Panisch flieht er.
Wade findet seine Tochter halb verblutet auf dem Bett liegend und schiebt die Schuld sofort auf Harlan. Der schießt auf sich selbst, um den Verdacht auf Wade zu lenken. Tobe liegt im Koma und Lonnie bekommt Besuch von Harlan, der ihn überredet, mit ihm mitzukommen unter dem Vorwand, dass Wade auf Tobe geschossen und auch ihn verletzt habe. Der kleine Junge glaubt ihm und flieht zu Pferd mit Harlan.
Wade verfolgt die beiden, die sich durch die Wildnis schlagen. Sie nächtigen in einem leerstehenden Haus und platzen am Morgen in ein Fest ganz im Western-Stil. Wade hat sie aufgestöbert und schießt auf Harlan. Dieser wird auch verwundet, schafft es jedoch, mit Lonnie zu fliehen. Sie verschanzen sich in einem Rohbau. Lonnie ist noch immer von Harlans Unschuld überzeugt und muss mit ansehen, wie Wade und er sich mit dem Colt duellieren und Harlan durch mehrere Schüsse getötet wird. Wade kann Lonnie überzeugen, dass Harlan seine Schwester niedergeschossen hat.
Einige Zeit später fahren die genesene Tobe und Lonnie mit ihrem Vater zu einem Platz, an dem Harlan und Tobe einen ihrer schönsten Tage verbrachten. Sie hat seine Asche in einer Urne dabei, welche sie dort verstreut.

## Kritiken
„Down in the Valley ist genau das, wovon wir nicht genug haben: Es ist einzigartig, ungewöhnlich, unerwartet, kess und vertraulich zugleich.“

„Das Beste an Down in the Valley ist die Hoffnung, dass es nicht so ausgeht, wie man es erahnt. Die Reinheit von Nortons Wahn ist ein wahres Wunder.“

„Edward Norton wird als Hauptdarsteller und Produzent serviert, aber sogar seine Berühmtheit reicht nicht, um mit diesem Fehlschlag die weite heimische Zielgruppe zu erreichen.“